# Octhispa picta
Octhispa picta là một loài bọ cánh cứng trong họ Chrysomelidae. Loài này được Chapius miêu tả khoa học năm 1877.